# Ausztria földrajza

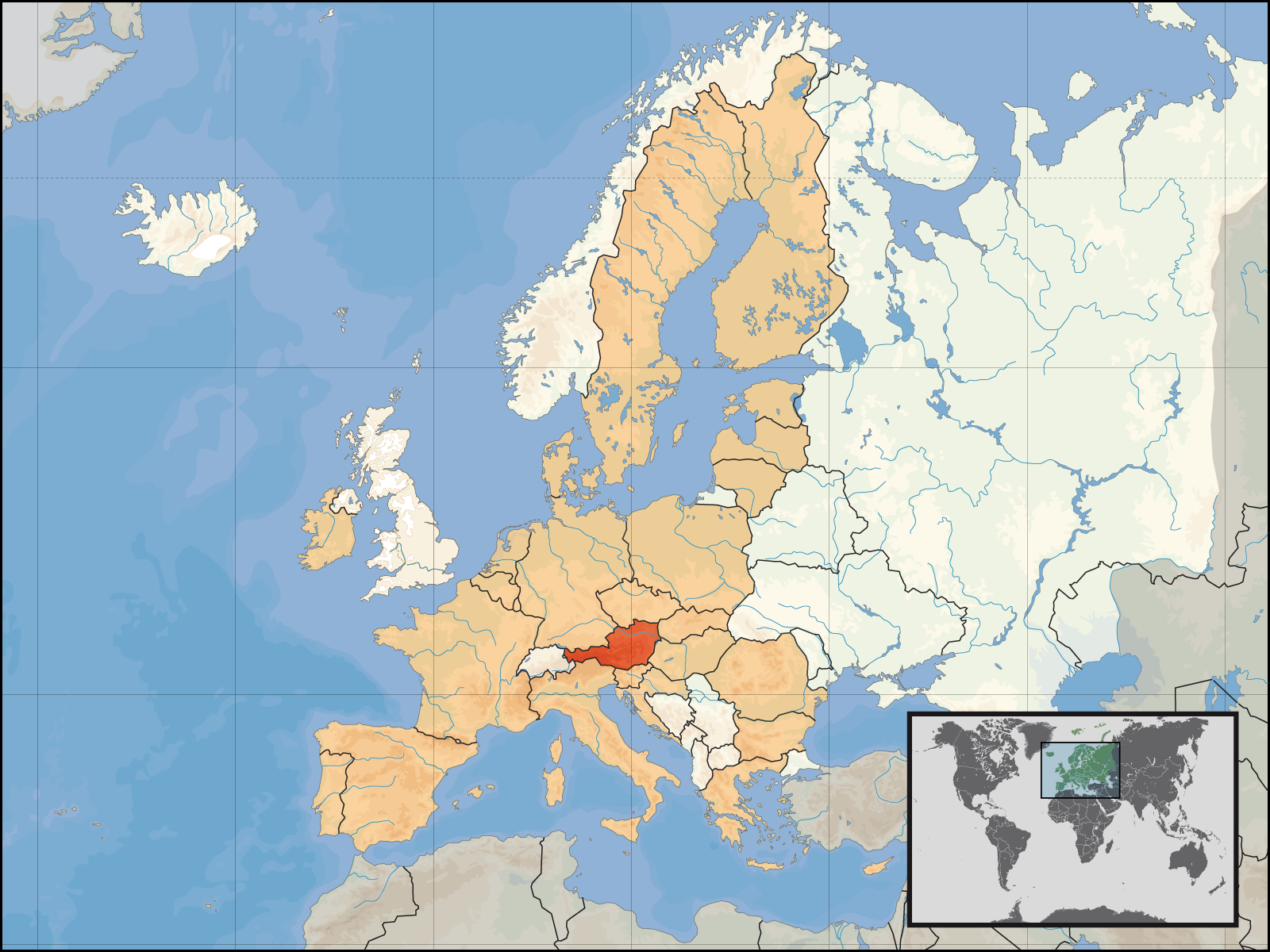
Ausztria elhelyezkedése Európában

Ausztria földrajzilag Közép-Európában fekszik, Magyarországtól nyugatra, Olaszországtól északkeletre és Németországtól délkeletre. 

## Általános adatok

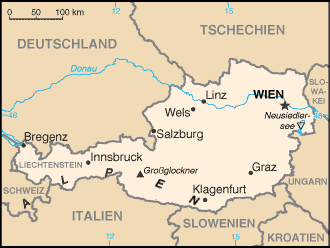
Ausztria és a szomszédos országok

Területe 83 879 km², melynek közel kétharmada hegyvidék. Tengerpartja nincs.

### Határok
Ausztria összesen 8 országgal határos 2706 km hosszan. Az egyes határszakaszok a következők (nagyság szerint):
- 816 km – Németország (Bajorország tartomány)
- 466 km – Csehország (Dél-morvaországi és Dél-csehországi kerületek)
- 430 km – Olaszország (Trentino-Alto Adige, Veneto és Friuli-Venezia Giulia régiók)
- 356 km – Magyarország (Vas és Győr-Moson-Sopron vármegyék)
- 330 km – Szlovénia (Gorenjska, Savinjska, Koroška, Podravska, Pomurska régiók)
- 166 km – Svájc (Graubünden és St. Gallen kantonok)
- 107 km – Szlovákia (Pozsonyi és Nagyszombati kerületek)
- 35 km – Liechtenstein

A két ország közé ékelődő Liechtenstein miatt Ausztriának 9 hármashatárpontja van, több mint bármely más országnak Európában.

### Extremális pontok

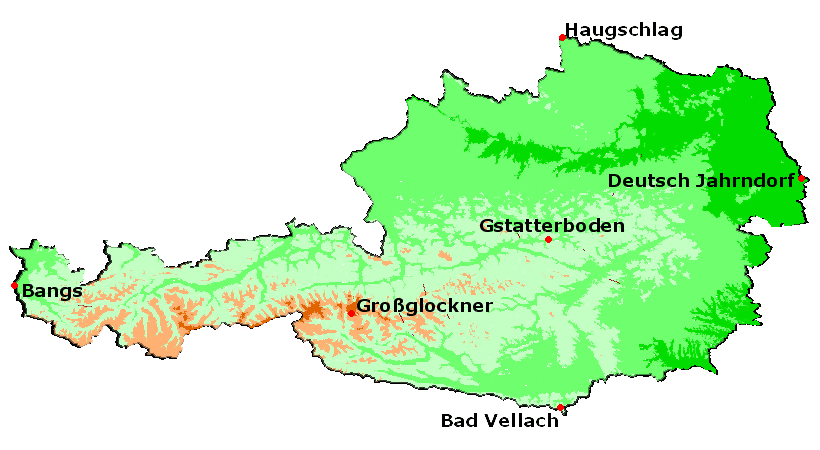
Ausztria szélső pontjai

Az ország kelet-nyugati irányban maximum 577 km, észak-déli irányban 296 km-es távolságra terjed ki.
Szélső pontjai a következők:
- legészakibb pontja: Haugschlag község, a volt Peršlák laktanya
- legdélibb pont: Eisenkappel-Vellach mezőváros területén a Seeberg-hágó
- legkeletibb pont: Németjárfalu, osztrák-magyar-szlovák hármashatár
- legnyugatibb pont: Feldkirch város területén az osztrák-svájci-liechtensteini hármashatár

Középpont:
- az ország földrajzi közepe a stájerországi Bad Aussee egyik parkjában található,
- a határoktól legtávolabb eső pont a stájerországi Admontban, a Gesäuse-hegységben található.

Legmagasabb és legalacsonyabb pontok:
- legmagasabb pontja: Großglockner (Karintia és Kelet-Tirol határán) 3798 méter,
- legalacsonyabb pontja: Hedwighof a burgenlandi Mosonbánfalván 114 méterrel van az Adria szintje fölött.

## Természetföldrajza

### Nagytájai

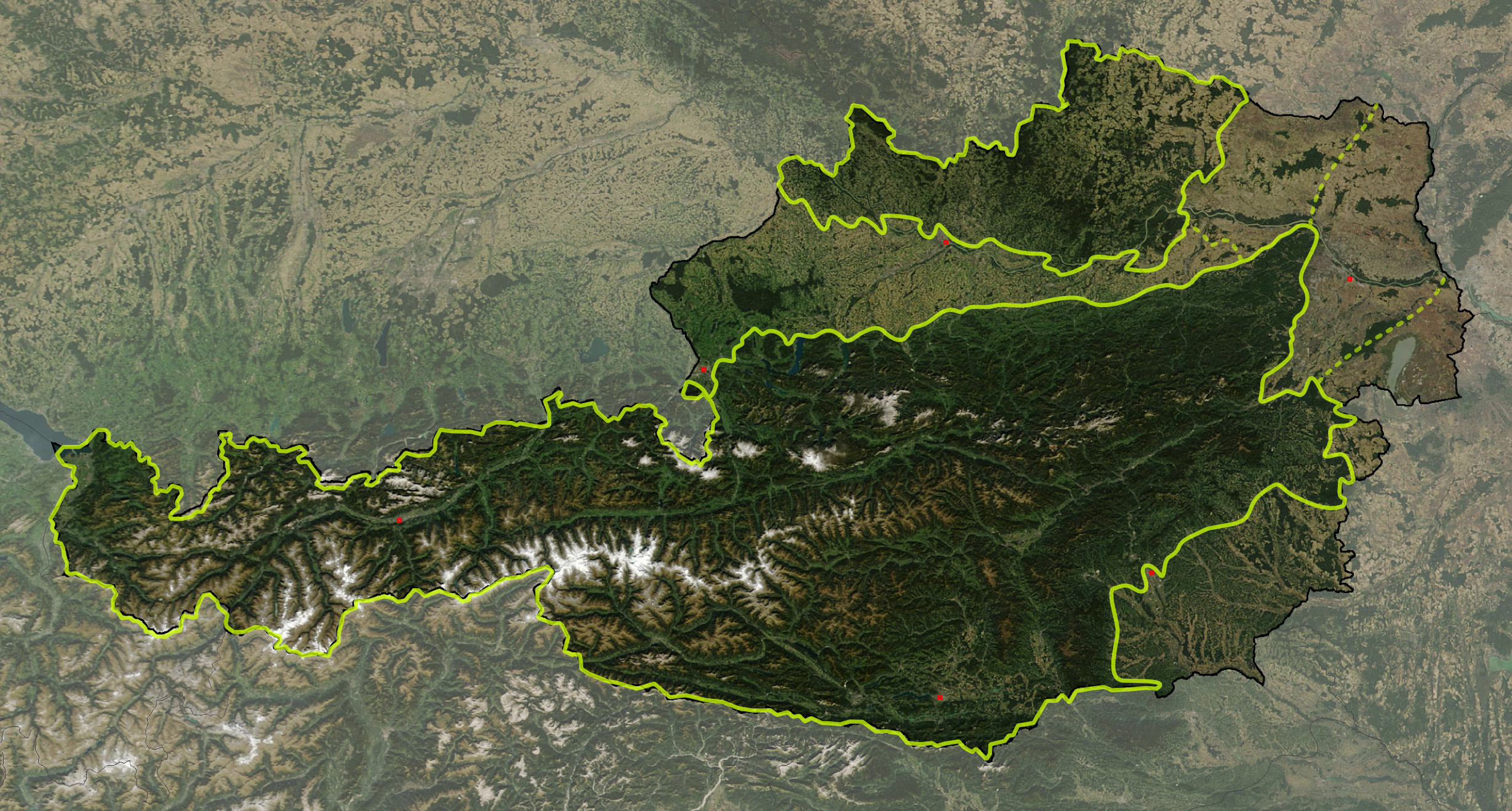
Ausztria műholdképe a nagytájak jelölésével

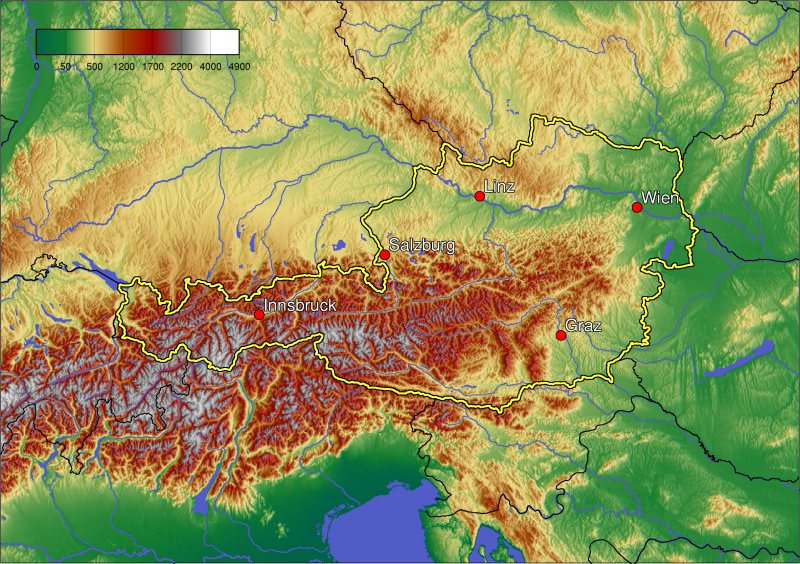
Ausztria domborzati térképe

Ausztria domborzati szempontból három részre osztható:
Előhegyek és medencékezek a síkságok és dombságok az ország területének kb. harmadát teszik ki és ide koncentrálódik a népesség nagy része:
1. alpesi és kárpáti előhegyek, mint a Salzburgi és Felső-ausztriai Elő-Alpok (a Hausruck dombságával) és az Alsó-ausztriai Elő-Alpok az Alpok zónájához, míg a Waschberg-zóna az osztrák-szlovák-cseh határ közelében már a Kárpátok előhegyei közé tartozik (összesen 9500 km², az ország területének 11,3%-a)
2. a Bécsi-medence (a Morva-mezővel) és a Kisalföld kisebbik, ausztriai része (3700 km², 4,4 %)
3. a délkeleti alpesi előhegyek a Kárpát-medence pereméhez tartoznak (9500 km², 11,3 %)

Gneisz- és gránitfennsíkA Cseh-masszívum déli része a Dunától északra (8500 km², 10,1 %)
Osztrák-Alpokaz Alpok ausztriai szakasza teljes egészében a Keleti-Alpokra esik; annak kb. kétharmadát teszi ki (52600 km², 62,8 %)
A nagytájat nagyjából a következő részekre lehet tovább bontani:
- Északi-Alpok, Középső-Alpok és Déli-Alpok (bár utóbbi Ausztriára eső része eléggé kicsi)
- az Alpok fő vonulatán a következő csoportok különíthetőek el: Tiroli Középső-Alpok, Magas-Tauern, Alacsony-Tauern, valamint az Északi- és Déli Mészkő-Alpok és olyan peremhegységek, mint a fliszóna (Bregenzi-erdő, Bécsi-erdő és a Stájer Elő-Alpok)

A hegységek tömbjeit mély folyóvölgyek (Inn, Salzach, Enns, Mura, Dráva és Vorarlbergben a Rajna) és kisebb medencék (mint pl. a Klagenfurti-medence) választják el egymástól. Az osztrák hegyvidék települései elsősorban ezeket foglalják el.
Az ország 83 878,99 km²-nyi területéből 32 % fekszik 500 m alatt és 40 % 1000 m fölött.

### Hegyei
Ausztria 20 legmagasabb hegycsúcsa a következő:
|    | Név                                         | Magasság | Hegység          |
| -- | ------------------------------------------- | -------- | ---------------- |
| 1  | Großglockner                                | 3798 m   | Magas-Tauern     |
| 2  | Kleinglockner                               | 3770 m   | Magas-Tauern     |
| 3  | Wildspitze (déli csúcs)                     | 3768 m   | Ötz-völgyi-Alpok |
| 4  | Weißkugel                                   | 3739 m   | Ötz-völgyi-Alpok |
| 5  | Pöschlturm                                  | 3721 m   | Magas-Tauern     |
| 6  | Hörtnagelturm                               | 3719 m   | Magas-Tauern     |
| 7  | Hofmannspitze                               | 3711 m   | Magas-Tauern     |
| 8  | Weitzenböckturm                             | 3702 m   | Magas-Tauern     |
| 9  | Draschturm                                  | 3701 m   | Magas-Tauern     |
| 10 | Gerinturm (az 5-10. a Glocknerwand csúcsai) | 3700 m   | Magas-Tauern     |
| 11 | Glocknerhorn                                | 3680 m   | Magas-Tauern     |
| 12 | Teufelshorn                                 | 3677 m   | Magas-Tauern     |
| 13 | Großvenediger                               | 3674 m   | Magas-Tauern     |
| 14 | Hinterer Brochkogel                         | 3628 m   | Ötz-völgyi-Alpok |
| 15 | Hintere Schwärze                            | 3624 m   | Ötz-völgyi-Alpok |
| 16 | Similaun                                    | 3599 m   | Ötz-völgyi-Alpok |
| 17 | Großes Wiesbachhorn                         | 3564 m   | Ötz-völgyi-Alpok |
| 18 | Rainerhorn                                  | 3560 m   | Ötz-völgyi-Alpok |
| 19 | Ötztaler Urkund                             | 3556 m   | Ötz-völgyi-Alpok |
| 20 | Östliche Marzellspitze                      | 3550 m   | Ötz-völgyi-Alpok |

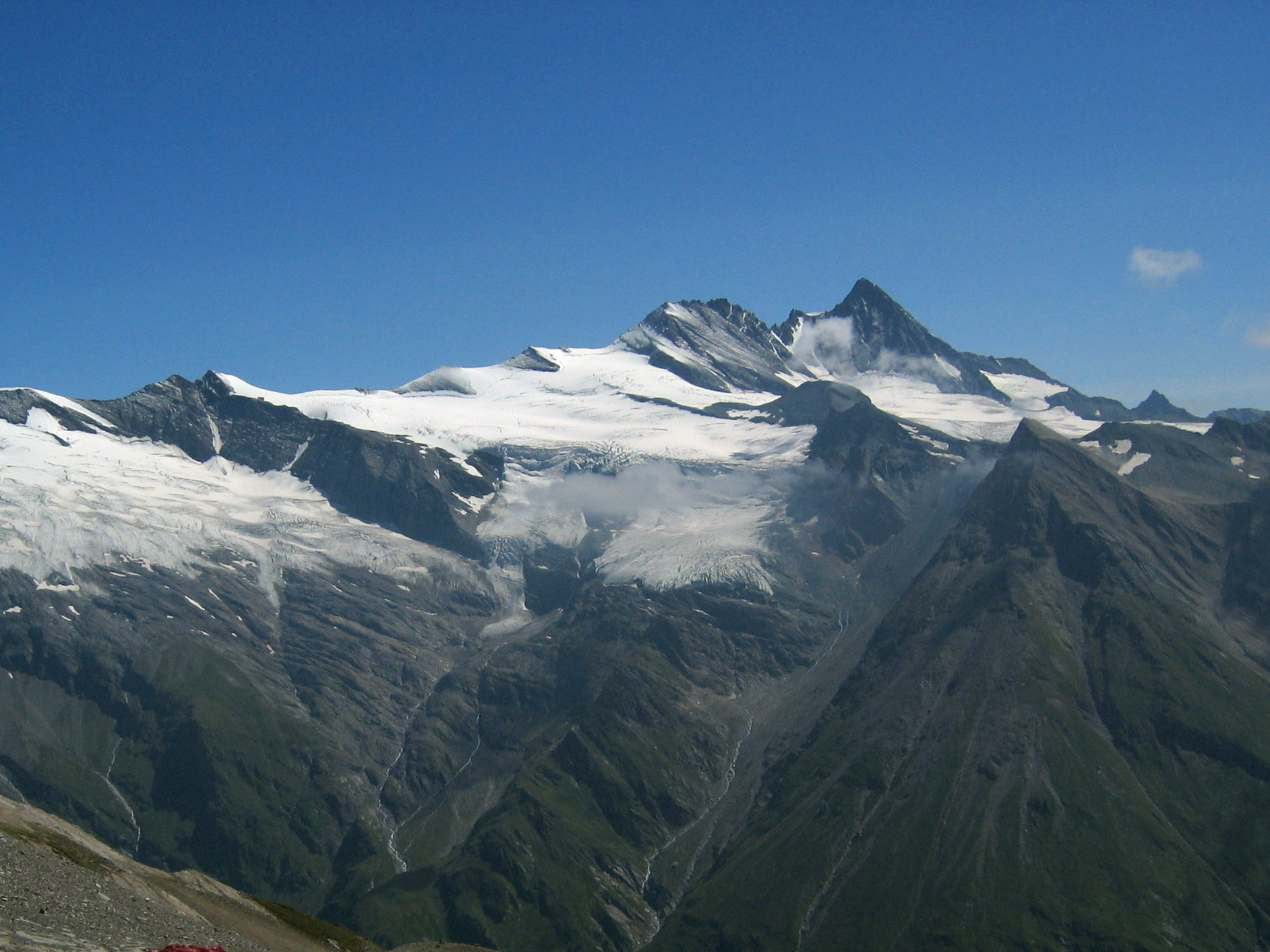
A Großglockner
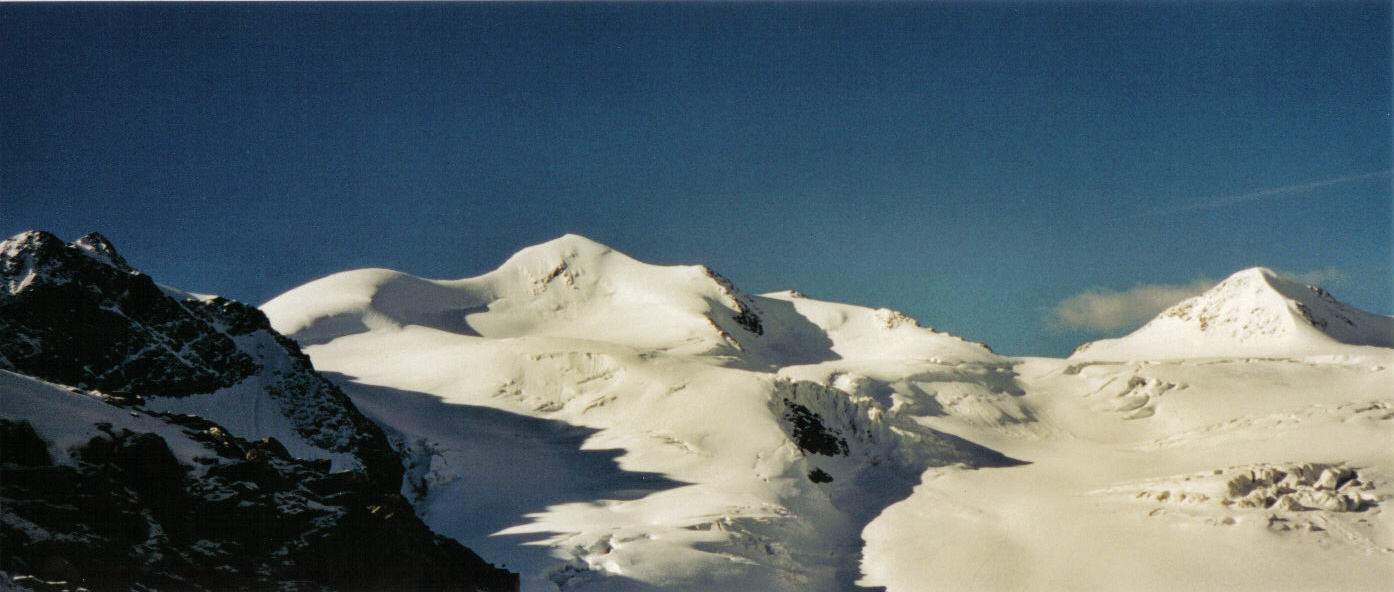
A Wildspitze
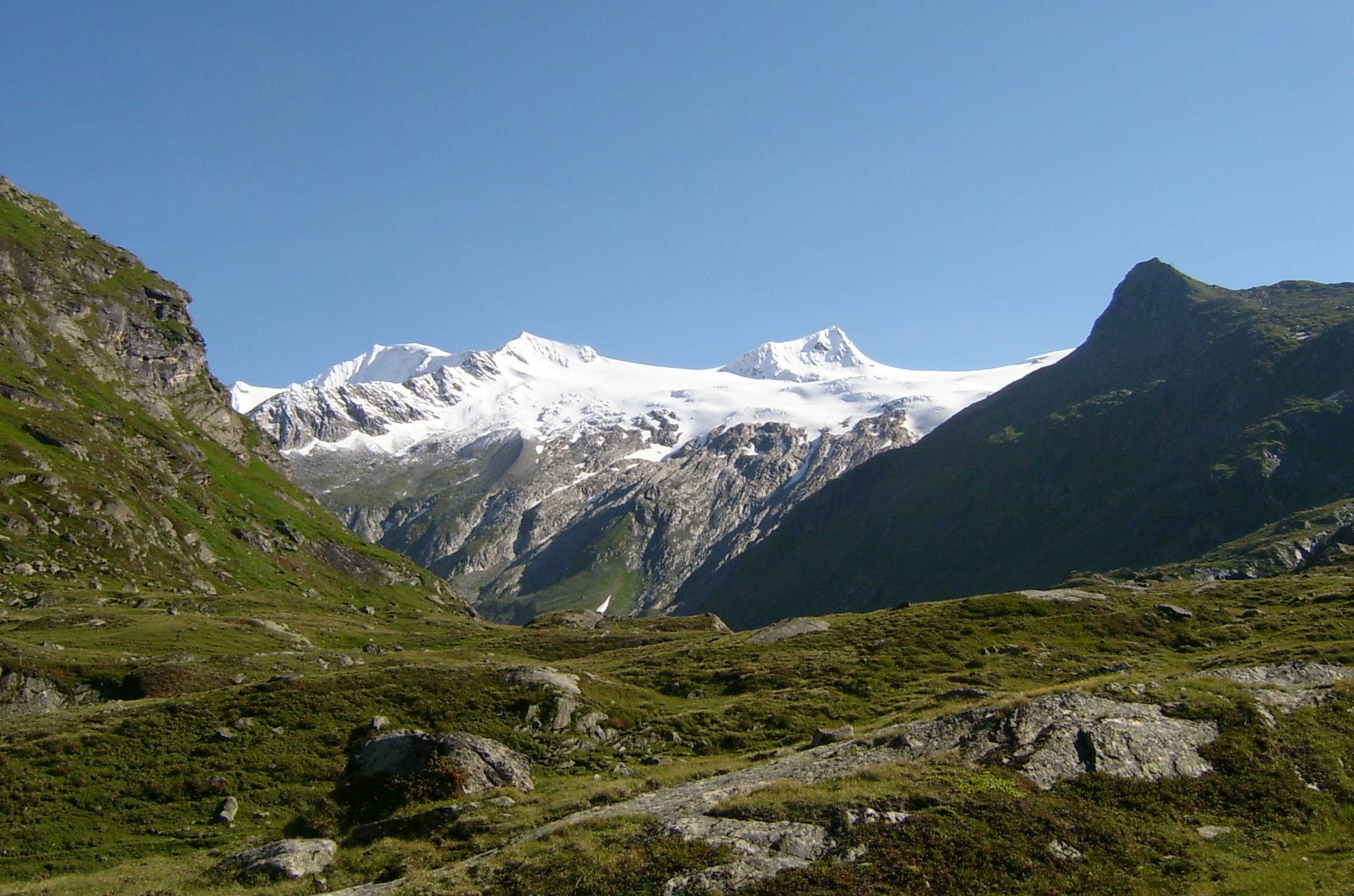
A Großvenediger
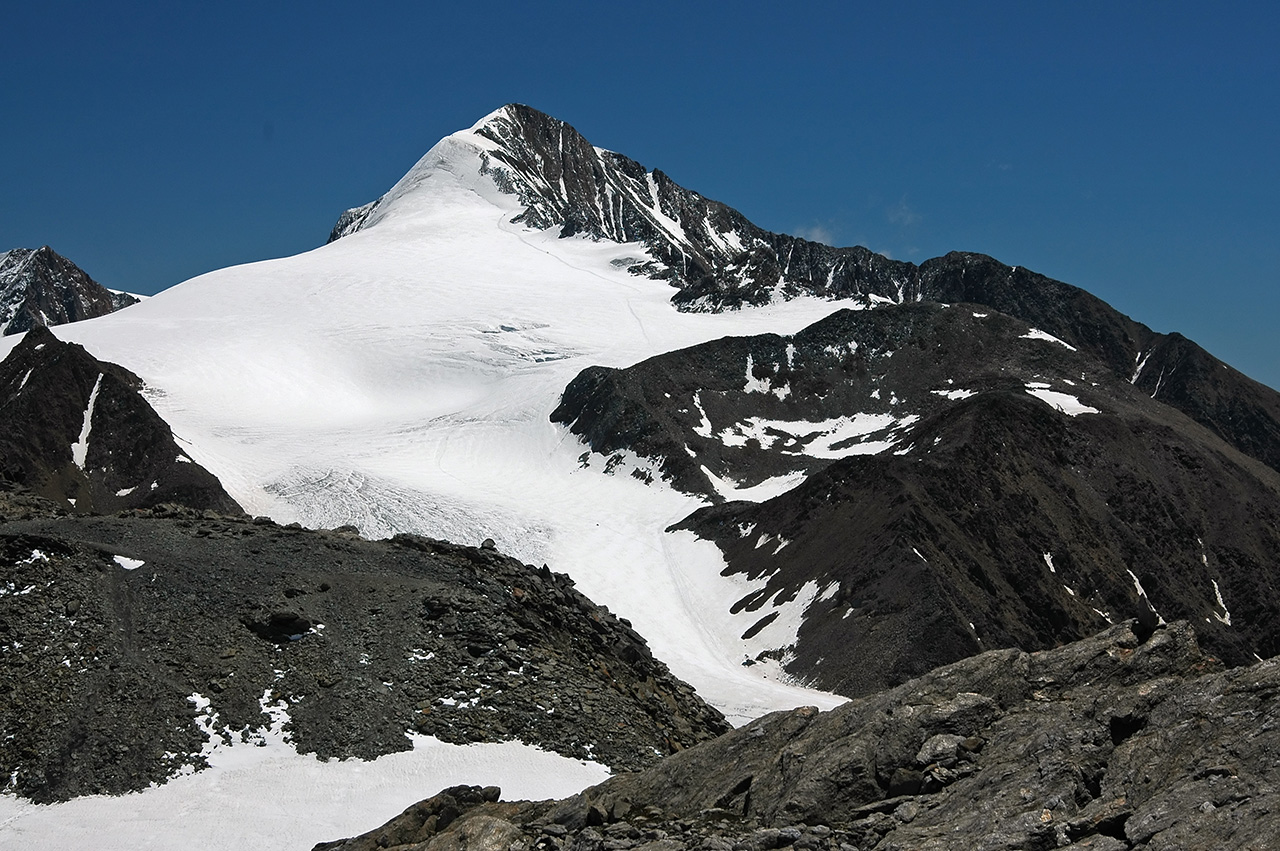
A Similaun
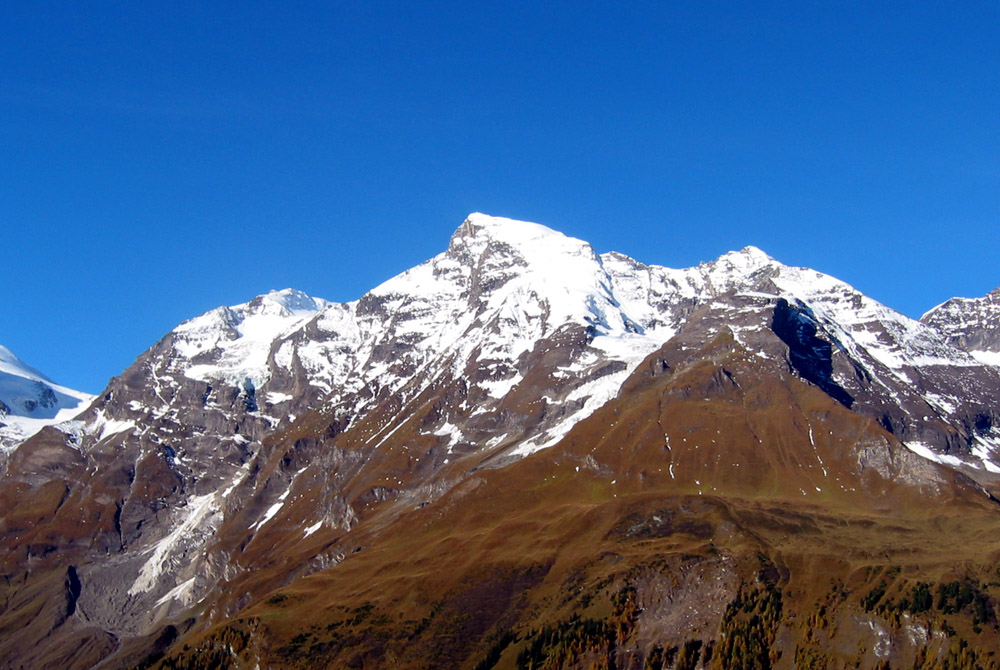
A Großes Wiesbachhorn

### Folyók

Az ausztriai folyók vízgyűjtő területei:
Rajna
Elba
Duna

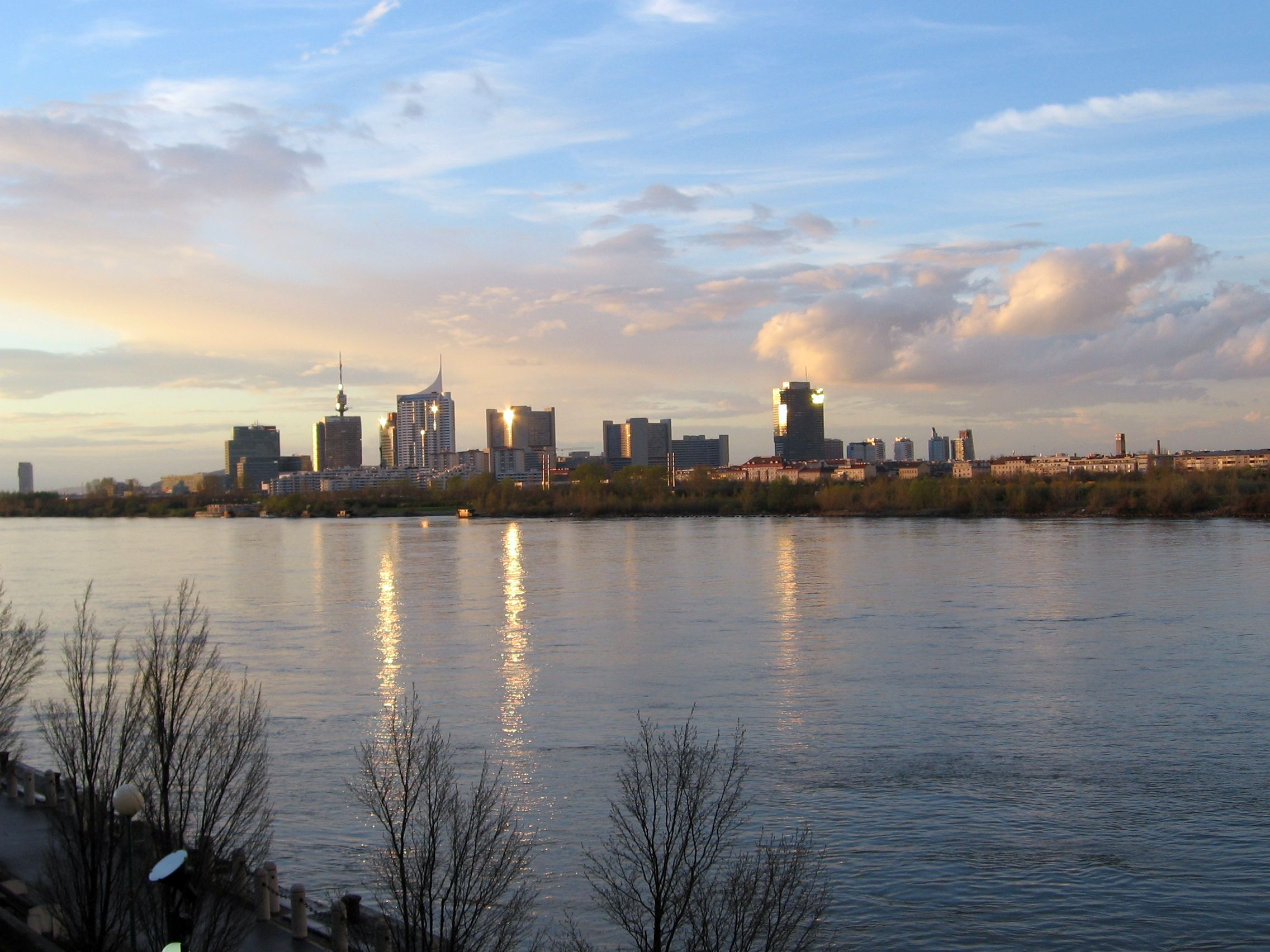
A Duna Bécsnél

Ausztria döntő része, 80 566 km² a Duna vízgyűjtő területéhez tartozik és vizei a Fekete-tengerbe tartanak. Nyugaton és északon egy-egy kis régió vizei a Rajna (2366 km²), illetve az Elba (918 km²) felé sietnek és végül az Északi-tengerben végzik.
A Duna jelentősebb mellékfolyói (keletről nyugatra haladva) a következők:
- A Dráva Kelet-Tirolban ered, áthalad Karintián, majd Lavamündnél lép át Szlovéniába és Horvátországban torkollik a Dunába. Vízgyűjtő területe az Osztrák-Alpok déli felére esik, ahol már nem az atlanti, hanem az illír klimatikus viszonyok az uralkodók. Nagyobb mellékfolyói:
  - A Gurk Karintiában
  - A Mura (illetve a Mura-Mürz folyórendszer) Salzburg tartományban ered, Stájerországon halad át, hosszú szakaszon kijelöli az osztrák-szlovén határt és végül a magyar-horvát határon torkollik a Drávába.

Az Alpokalja-, valamint gránit- és gneiszfennsík régiókban a következő mellékfolyók torkollanak a Dunába:
- A Rába a Kelet-stájerországi dombságon folyik át, torkolata Magyarországon található
- a Lajta Alsó-Ausztria déli és Burgenland északi részén folyik át, majd Magyarországra lép át
- a Thaya Alsó-Ausztria északkeleti részén halad át, majd keletnek fordulva két szakaszán is elválasztja Ausztriát és Csehországot, majd az osztrák-cseh-szlovák hármashatárnál torkollik a Morvába.
- a Kamp teljes hosszában Alsó-Ausztriában található.

Az észak-alpesi Duna-mellékfolyók a következők: 
- Az Enns Salzburg tartományban ered, átfolyik Észak-Stájerországon majd északnak kanyarodva Felső-Ausztriában éri el a Dunát
- A Traun, a Salzkammergut folyója
- Az Inn forrása Svájcban található, Tirolon és Bajorországon át halad és egy mielőtt Passaunál eléri a Dunát, egy szakaszán osztrák-német határfolyóként szolgál. 
  - A Salzach nagyrészt Salzburgban található, északra kanyarodása után rajta húzódik az osztrák-német határ, majd az Innbe ömlik
  - A Lechnek csak forrása és rövid felső szakasza található Tirolban, majd átfolyik Németországba

A Rajna Svájcból érkezik, mentén húzódik az osztrák svájci határ, egészen a Bodeni-tóig. Vorarlberg nagy része a Rajna vízgyűjtő területéhez tartozik.
Az Alsó-Ausztria északi részén található, amúgy nem túl jelentős Lainsitz és Kettenbach folyók azért érdekesek, mert egyedül ők képviselik az Elba vízgyűjtőjét Ausztriában.

### Tavak
Ausztria legnagyobb tava a burgenlandi Fertő, amely 315 km²-ének kb. 77%-a tartozik az országhoz (a többi Magyarországé). Utána következik a 46 km²-es Attersee és a 24 km²-es Traunsee Felső-Ausztriában. A jókora (536 km²) Boden-tónak csak keleti csücske osztrák felségterület (a határvonal a tavon nincs pontosan megállapítva).
Turisztikai szempontból a hegyek közti tavaknak van a legnagyobb jelentősége; ilyen a karintiai tóvidék és a felső-ausztriai Salzkammergut. Az előbbihez tartozik a Wörthi-tó, a Millstatti-tó, az Ossiachi-tó és a Weißensee. Az utóbbit a már említett Atterseen és Traunseen kívül a Mondsee és a Wolfgangsee képviseli. Az alpesi tavak közül a salzburgi Zelli-tó és a tiroli Achensee a legismertebb.

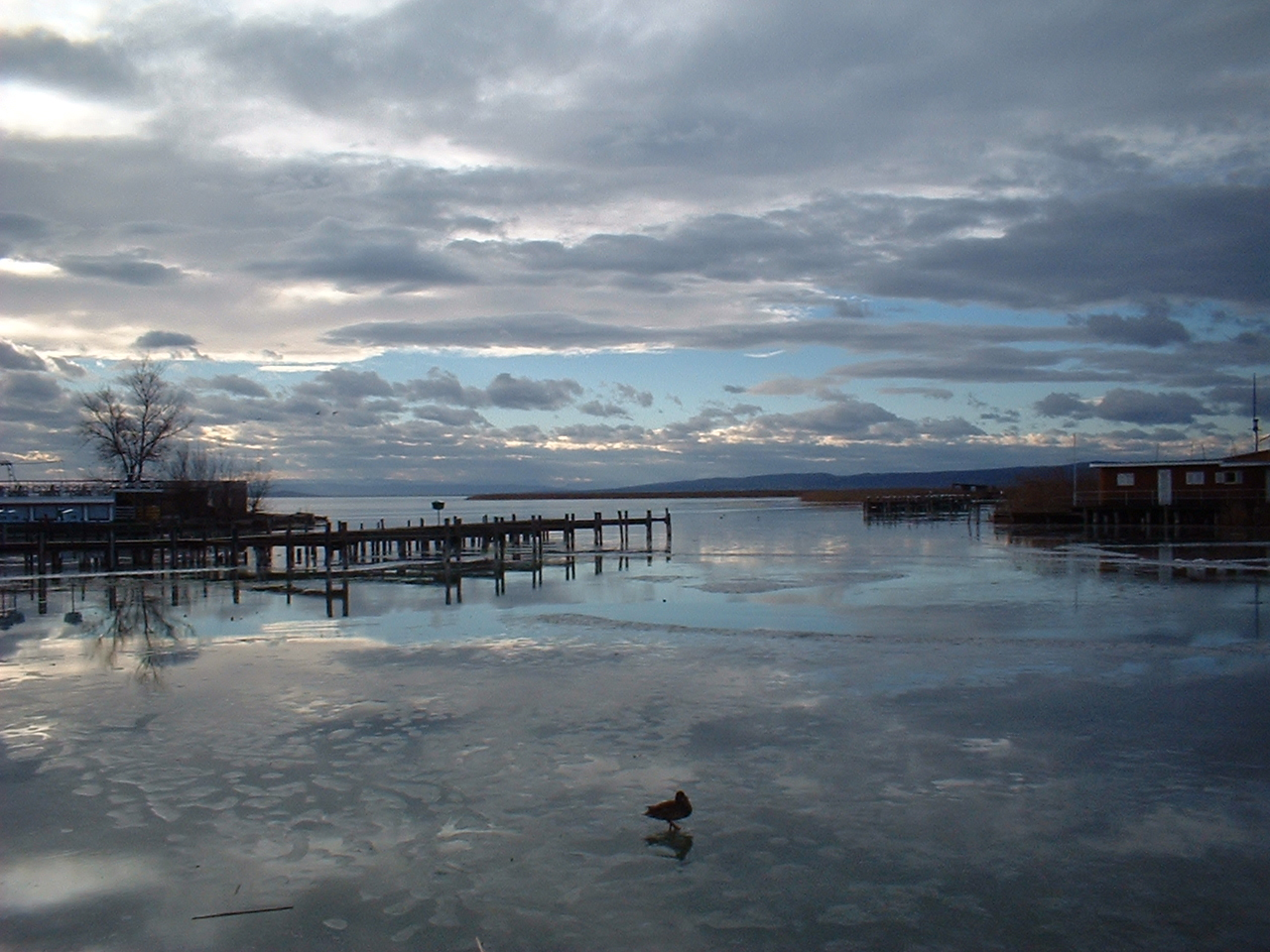
A Fertő télen
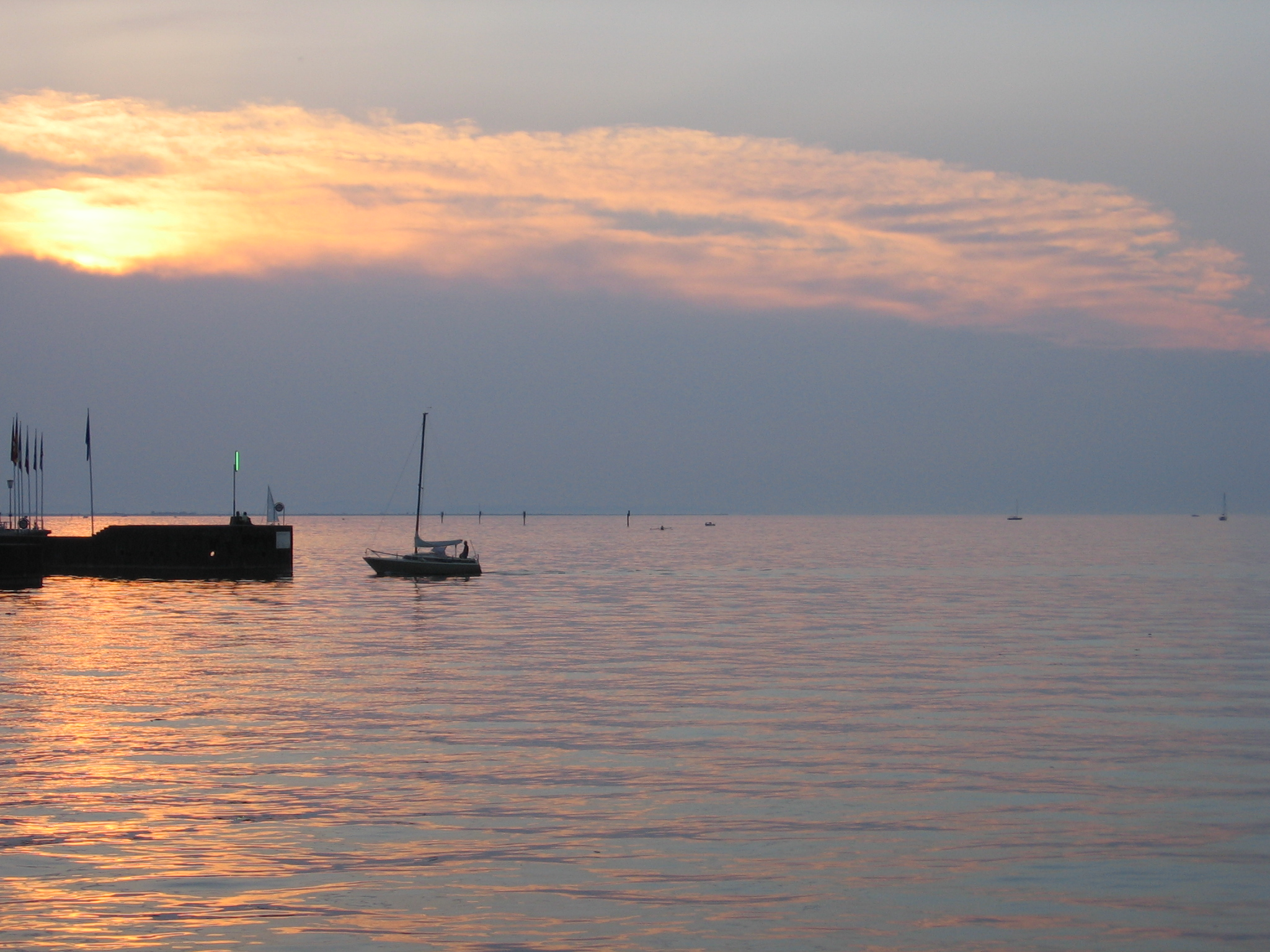
A Boden-tó
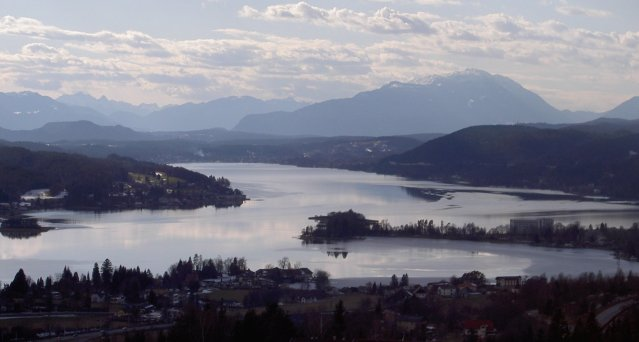
A Wörthi-tó

## Éghajlata

Ausztria Köppen-féle éghajlati övezetei

Az ország nyugati, északnyugati részének éghajlata óceáni behatású, a nyugati szelek jellemzik. Ezzel szemben Kelet-Ausztriának pannon-kontinentális a klímája, kevesebb csapadékkal, melegebb nyarakkal és hidegebb telekkel. A Déli-Alpok alacsony nyomású zónáit csapadékban gazdag, mediterrán eredetű légtömegek is érik.
A regionális éghajlatot nagyban befolyásolja a helyi domborzat, főleg az alpesi térségekben. Egymástól kis távolságra fekvő, hasonló magasságú területek éghajlata érezhetően eltérhet. A magashegységekre a boreális vagy tundrazóna (sőt a hegycsúcsok közelében akár sarki) klímaviszonyai a jellemzők. Nem csak az Alpok fő gerince szolgálhat klímahatárként. A napsütötte völgyekben (pl az Inn völgye) főnhatás alakul ki, a medencék (mint a Klagenfurti-medence) ködképződésre hajlamosak, a magas hegygerincek felfogják a csapadékot, míg az árnyékukban száraz völgyek alakulnak ki (mint az Ötz-völgyi-Alpokban).

### Hőmérséklet

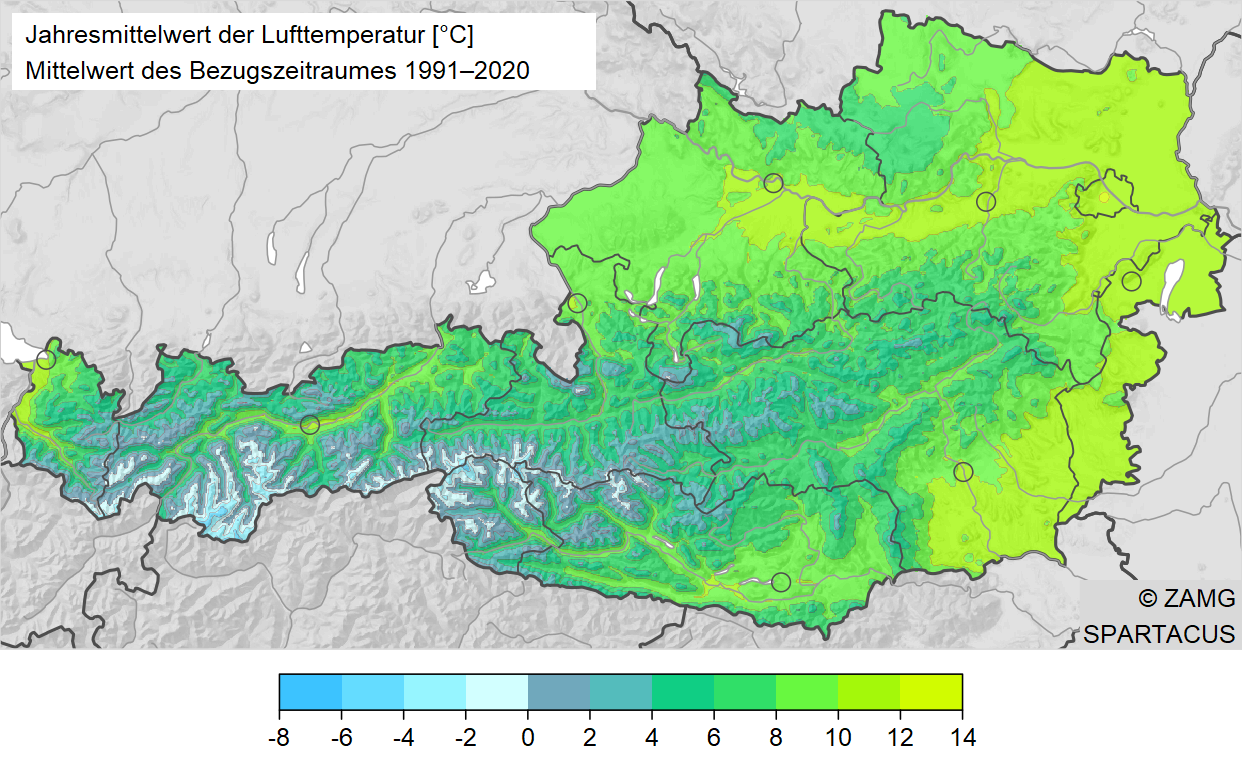
Éves átlaghőmérséklet Ausztriában

Az éves átlaghőmérséklet a bécsi 11 °C-tól a Großglockner csúcsán mért -9 °C-ig változik. A sűrűn lakott síkságokon általában 8-10 °C közötti, míg az országos átlag 6,0 °C. A nullfokos izoterma kb. 2200 m magasan húzódik. A 800–1200 m közti zárt medencékben, völgyekben télen megfigyelhető az inverzió jelensége és a levegő hőmérséklete felfelé emelkedik.
Az ország területének nagy részén január a leghidegebb, július pedig a legmelegebb hónap; a magashegységekben azonban ez februárra és augusztusra csúszik. A januári átlaghőmérséklet a keleti síkságokon 0° és –2 °C között változik, míg 1000 m magasan már –4° és –6 °C közé csökken. A magasabb csúcsokon ez az érték akár –15 °C-ra is eshet. A júliusi átlaghőmérséklet keleten 18-20 °C közötti, 1000 m-en 13-15 °C, de pl. a Großglockneren az átlaghőmérséklet soha nem emelkedik 0 fok fölé.

### Csapadék

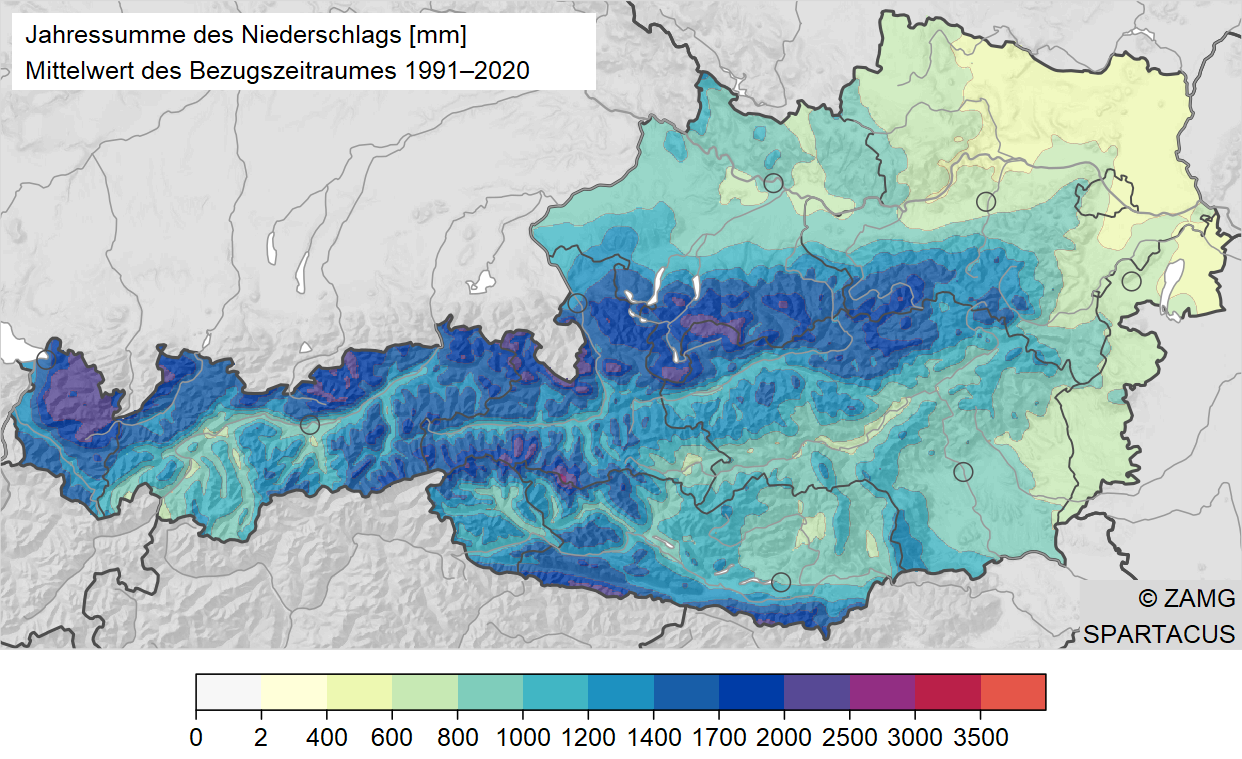
Éves átlagos csapadékmennyiség Ausztriában

A szél felőli fekvésű nyugati Vorarlberg és az északnyugati Északi Mészkő-Alpok, a a mediterrán eredetű nedves légtömegeket felfogó déli hegységek, valamint a Magas-Tauern csapadékmennyisége magas, évente átlagosan 2000 mm, időnként pedig akár 3000 mm is hullik. Ezzel szemben Alsó-Ausztria keleti része és Észak-Burgenland alig kap 600 mm-t. Ausztria legszárazabb településén, a cseh határ mellett fekvő Retzen évi kevesebb, mint 450 mm csapadék esik.
Az országos átlag 1100 mm. Ennek nagyobbik hányada (kb 60%) az év melegebb felében (április-szeptember) esik le; ez kedvező a növényzet fejlődésének szempontjából. Ausztria területének döntő hányadán a záporokban, zivatarokban gazdag június és július a legcsapadékosabb hónap. Kivétel ez alól a karintiai Lesachtal, ahol a mediterrán hatás miatt októberben esik a legtöbb eső.
A hó mennyisége erősen függ a tengerszint feletti magasságtól és az uralkodó széliránytól. Míg az országos átlag évente 3,3 m, ez az érték a keleti sík vidéken fekvő Kremsben ez mindössze 30 cm, a Magas-Tauern csúcsain pedig 22 m is lehet.

## A globális felmelegedés hatásai
Az éghajlati válság Ausztriát különféle módon érinti. Az éghajlatváltozásról szóló 2014. évi osztrák értékelő jelentés (Österreichischer Sachstandsbericht Klimawandel 2014) a következő eredményekre jut: Ausztriában a hőmérséklet csaknem 2 °C-kal emelkedett az 1880 és 2014 közötti időszakban. Ugyanebben az időszakban a hőmérséklet globálisan csak 0,85 °C-kal emelkedett. Az Ausztria által eddig megtett intézkedések nem terjednek ki az ország várható hozzájárulására a globális 2 °C-os cél eléréséhez. A 21. században a csapadék növekedése a téli félévben és a nyári félév csökkenése várható. A hótakaró időtartama csökkent az utóbbi évtizedekben, különösen közepes-magas tengerszint feletti magasságokban (kb. 1000 m). Az Ausztriában mért összes gleccserek egyértelműen elveszítették a területet és a térfogatot az 1980 óta eltelt időszakban. Például az Ötz-völgyi-Alpok déli részén, Ausztria legnagyobb szomszédos gleccser területein a gleccserek területe az 1969-es 144,2 km²-ről 126,6 km²-re 1997-ben és 116,1 km²-re csökkent 2006-ban. A földcsuszamlások, sárcsúszások, sziklák és egyéb gravitációs jelenségek jelentősen növekednek a hegyvidéki régiókban. Ausztriában növekszik az erdőtüzek kockázata. Az erdei ökoszisztémák zavarai mind intenzívebben, mind gyakoribban növekednek az összes megvitatott éghajlati forgatókönyv szerint. Az éghajlatváltozás különösen érinti a hosszú fejlettségű ökoszisztémákat és az Alpok favonal feletti élőhelyét. A téli turizmus továbbra is nyomás alá kerül a hőmérséklet folyamatos emelkedése miatt.

## Politikai földrajza

### Tartományok

Ausztria szövetségi tartományai

A kilenc osztrák szövetségi tartomány 95 további járásra oszlik, amelyekből 15 önálló tartományi város. A járásokat községi önkormányzatokra bontják tovább.
|    | Tartomány      | Székhely     | Népesség  | Terület (km²) | Népsűrűség (fő/km²) | Önkormányzatok száma | Ebből város |
| -- | -------------- | ------------ | --------- | ------------- | ------------------- | -------------------- | ----------- |
| 1. | Burgenland     | Kismarton    | 284.900   | 3.961,80      | 71,91               | 171                  | 13          |
| 2. | Karintia       | Klagenfurt   | 558.300   | 9.538,01      | 58,53               | 132                  | 17          |
| 3. | Alsó-Ausztria  | Sankt Pölten | 1.612.000 | 19.186,26     | 84,02               | 573                  | 78          |
| 4. | Felső-Ausztria | Linz         | 1.412.700 | 11.979,91     | 117,92              | 440                  | 32          |
| 5. | Salzburg       | Salzburg     | 531.800   | 7.156,03      | 74,31               | 119                  | 10          |
| 6. | Stájerország   | Graz         | 1.210.700 | 16.401,04     | 73,82               | 542                  | 34          |
| 7. | Tirol          | Innsbruck    | 710.100   | 12.640,17     | 56,18               | 279                  | 11          |
| 8. | Vorarlberg     | Bregenz      | 370.800   | 2.601,12      | 142,55              | 96                   | 5           |
| 9. | Bécs           | Bécs         | 1.714.200 | 414,65        | 4.134,09            | 1                    | 1           |

### Városok

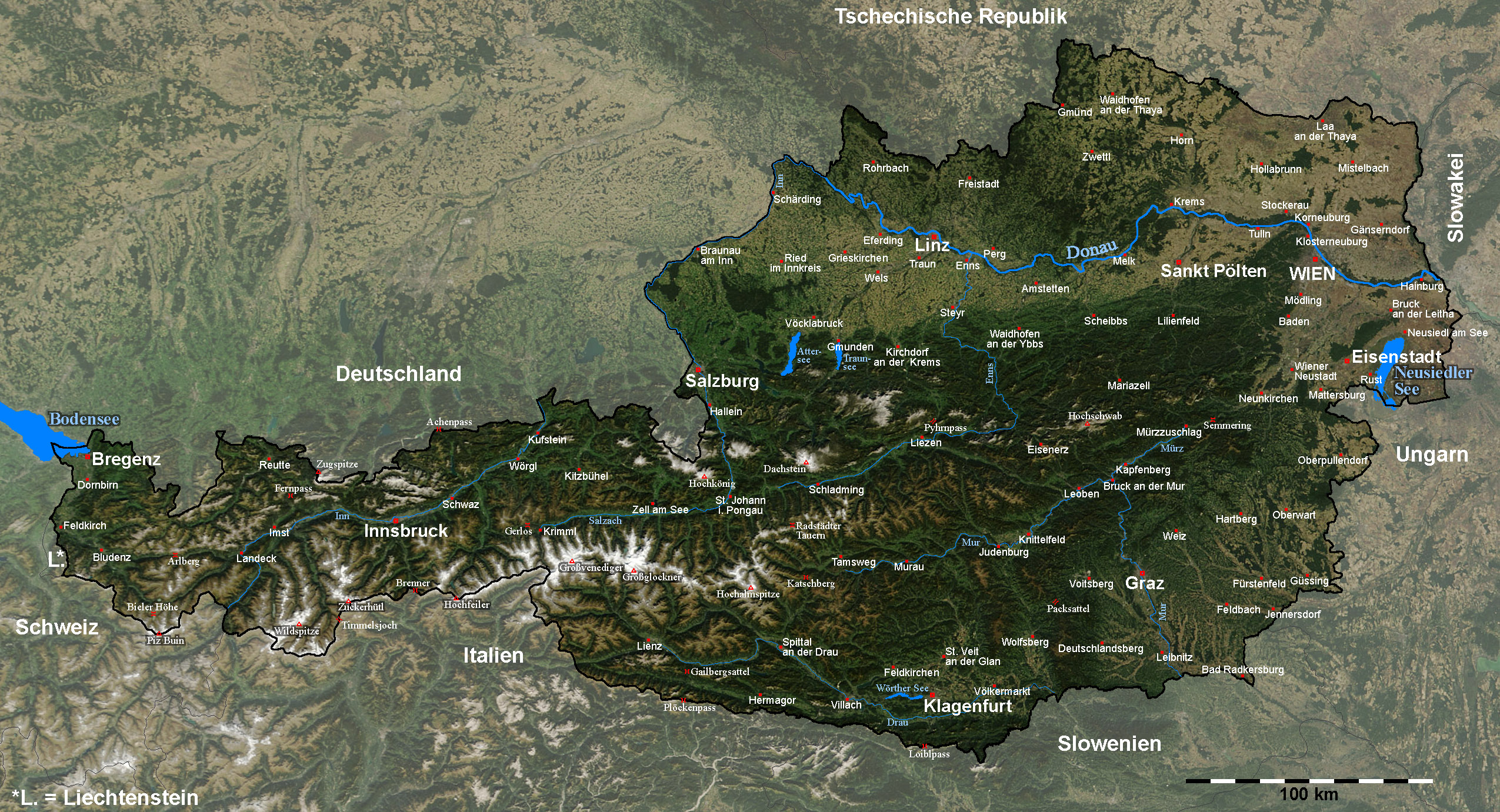
Ausztria műholdképe a jelentősebb városokkal

Ausztria messze legnagyobb települése az 1,88 milliós Bécs; az ország népességének kb. negyede koncentrálódik a fővárosban és közvetlen környékén. Összesen 203 településnek van városi rangja. Általános jelenség, különösen a  szegényebb régiókban, hogy a falusi lakosság a városokba áramlik.

### Exklávék és enklávék
A vorarlbergi Kleinwalsertal az osztrák határokon belül fekszik ugyan, de az ország többi részétől hegyek választják el, és közúton megközelíteni csak Bajorország felől lehet, így bár elvileg nem, a gyakorlatban exklávé. További gyakorlati exklávék a tiroli Jungholz, amelynek területe csak egy ponton, az 1636 m magas Sorgschrofennél érintkezik az ország fő területével.
Egykori gyakorlati exklávé volt a svájci Samnaun, amelyet hosszú ideig csak Tirol felől lehetett megközelíteni. Emiatt a helybeliek a 19. században feladták rétoromán nyelvüket és átvették szomszédaik bajor nyelvjárását. Bár ma már svájci út is vezet a községbe, a korábbi vámmentes zónát fenntartják. 1980-ig hasonló státusza volt a tiroli Spissnek, amelyet csak Samnaunon át lehetett elérni, ezért gazdasága elsorvadt, lakosságának nagy része munkát keresve más vidékekre költözött.

## Fordítás
Ez a szócikk részben vagy egészben  a   Geographie Österreichs című német Wikipédia-szócikk ezen változatának fordításán alapul.  Az eredeti cikk szerkesztőit annak laptörténete sorolja fel. Ez a jelzés csupán a megfogalmazás eredetét és a szerzői jogokat jelzi, nem szolgál a cikkben szereplő információk forrásmegjelöléseként.